# Metaseiulus bromus
Metaseiulus bromus är en spindeldjursart som först beskrevs av Denmark 1982.  Metaseiulus bromus ingår i släktet Metaseiulus och familjen Phytoseiidae. Inga underarter finns listade i Catalogue of Life.